# How Big, How Blue, How Beautiful
How Big, How Blue, How Beautiful – trzeci album studyjny brytyjskiej grupy indiepopowej Florence and the Machine. Wydany został 29 maja 2015 roku przez wytwórnię Island Records. Producentami albumu są Markus Dravs i Paul Epworth. Album zadebiutował na pierwszym miejscu na liście przebojów w: Australii, Irlandii, Kanadzie, Nowej Zelandii, Polsce, Stanach Zjednoczonych, Szwajcarii oraz Wielkiej Brytanii.

## Lista utworów
| Edycja standardowa | Edycja standardowa                 | Edycja standardowa        | Edycja standardowa        | Edycja standardowa |
| Nr                 | Tytuł utworu                       | Tekst                     | Muzyka                    | Długość            |
| ------------------ | ---------------------------------- | ------------------------- | ------------------------- | ------------------ |
| 1.                 | „Ship to Wreck”                    | Florence Welch, Tom Hull  | Markus Dravs, Kid Harpoon | 3:54               |
| 2.                 | „What Kind of Man”                 | Welch, Harpoon, John Hill | Dravs, John Hill          | 3:36               |
| 3.                 | „How Big, How Blue, How Beautiful” | Welch, Isabella Summers   | Dravs                     | 5:34               |
| 4.                 | „Queen of Peace”                   | Welch, Markus Dravs       | Dravs                     | 5:07               |
| 5.                 | „Various Storms & Saints”          | Welch, Dravs              | Dravs                     | 4:09               |
| 6.                 | „Delilah”                          | Welch, Summers            | Dravs                     | 4:53               |
| 7.                 | „Long & Lost”                      | Welch, Ester Dean         | Dravs                     | 3:15               |
| 8.                 | „Caught”                           | Welch, James Ford         | Dravs                     | 4:24               |
| 9.                 | „Third Eye”                        | Welch                     | Dravs                     | 4:20               |
| 10.                | „St. Jude”                         | Welch, Ford               | Dravs                     | 3:45               |
| 11.                | „Mother”                           | Welch, Paul Epworth       | Paul Epworth              | 5:49               |
|                    |                                    |                           |                           | 48:46              |

| Edycja deluxe | Edycja deluxe                             | Edycja deluxe  | Edycja deluxe           | Edycja deluxe |
| Nr            | Tytuł utworu                              | Tekst          | Muzyka                  | Długość       |
| ------------- | ----------------------------------------- | -------------- | ----------------------- | ------------- |
| 1.            | „Hiding”                                  | Welch, Ford    | Ford                    | 3:52          |
| 2.            | „Make Up Your Mind”                       | Welch, Hull    | Charlie Hugall, Harpoon | 4:01          |
| 3.            | „Which Witch (Demo)”                      | Welch, Summers | Summers                 | 4:19          |
| 4.            | „Third Eye (Demo)”                        | Welch          | Brett Shaw              | 3:24          |
| 5.            | „How Big, How Blue, How Beautiful (Demo)” | Welch, Summers | Summers                 | 4:32          |
|               |                                           |                |                         | 20:08         |

## Pozycje na listach przebojów

### Notowania tygodniowe
| Kraj              | Lista (2015)           | Najwyższa pozycja | Status             |
| ----------------- | ---------------------- | ----------------- | ------------------ |
| Australia         | Top 50 Albums          | 1                 | –                  |
| Austria           | Alben Top 75           | 2                 | –                  |
| Belgia (Flandria) | Ultratop 50            | 3                 | –                  |
| Belgia (Wallonia) | Ultratop 50            | 7                 | –                  |
| Dania             | Top 40 Albums          | 3                 | –                  |
| Finlandia         | Top 50 Albums          | 9                 | –                  |
| Francja           | Top 200 Albums         | 13                | –                  |
| Hiszpania         | Top 100 Albums         | 4                 | –                  |
| Holandia          | Album Top 100          | 3                 | –                  |
| Irlandia          | Top 100 Albums         | 1                 | –                  |
| Kanada            | Canadian Albums Chart  | 1                 | –                  |
| Niemcy            | Top 100 Albums         | 3                 | –                  |
| Norwegia          | Top 40 Albums          | 2                 | –                  |
| Nowa Zelandia     | Top 40 Albums          | 1                 | –                  |
| Polska            | OLiS                   | 1                 | 3x platynowa płyta |
| Portugalia        | Top 30 Albums          | 5                 | –                  |
| Stany Zjednoczone | Billboard 200          | 1                 | –                  |
| Stany Zjednoczone | Top Alternative Albums | 1                 | –                  |
| Stany Zjednoczone | Top Rock Albums        | 1                 | –                  |
| Szwajcaria        | Alben Top 100          | 1                 | –                  |
| Szwecja           | Top 60 Albums          | 13                | –                  |
| Wielka Brytania   | Albums Top 100         | 1                 | srebrna płyta      |
| Włochy            | Top 100 Albums         | 11                | –                  |

## Historia wydania
| Kraj              | Data         | Format                                   | Edycja           | Wytwórnia       |
| ----------------- | ------------ | ---------------------------------------- | ---------------- | --------------- |
| Niemcy            | 29 maja 2015 | CD single, digital download, Vinyl 33RPM | Standard, deluxe | Universal Music |
| Wielka Brytania   | 1 lipca 2015 | CD single, digital download, Vinyl 33RPM | Standard, deluxe | Island Records  |
| Stany Zjednoczone | 2 lipca 2015 | CD single, digital download, Vinyl 33RPM | Standard, deluxe | Island Records  |